# El Pitahayo
El Pitahayo es una localidad del estado mexicano de Guerrero. Es parte del municipio de San Nicolás.

## Demografía
| Gráfica de evolución demográfica |
|                                  |

| Censo | Población |
| ----- | --------- |
| 1940  | 98        |
| 1950  | 66        |
| 1960  | 528       |
| 1970  | —         |
| 1980  | 1 012     |
| 1990  | 2 186     |
| 2000  | 2 365     |
| 2010  | 1 617     |
| 2020  | 1 583     |